# Frants Liisberg (dyrlæge)
 Der er flere personer med dette navn, se Frants Liisberg.
Frants Christian Sophus Liisberg (12. juli 1858 i Aarhus – 10. februar 1899 i Athen) var en dansk dyrlæge og major i den græske hær.
Liisberg var søn af dyrlæge Peter Liisberg og Birgitte f. Aaris. Han blev student fra Aarhus Latinskole i 1875 og tog dernæst dyrlægeeksamen, hvorpå han var ansat som reservedyrlæge i 3. Dragonregiment i Aarhus. I sommeren 1881 rejste han sammen med tolv unge danske dyrlæger, bl.a. Alfred Rahbek, til Grækenland, hvor efterspørgelsen efter dyrlæger var stor, og hvor veterinærvidenskaben stod på et meget lavt standpunkt. Her blev Liisberg tilknyttet den græske hær som regimentsdyrlæge, mens de fleste af de øvrige danske dyrlæger vendte hjem. I de fremmede omgivelser viste han en sjælden tilpasningevne og lærte således hurtigt at tale flydende nygræsk.
Mens Lisberg virkede i Grækenland, gennemgik hæren en omlægning, der dog længe var hæmmet af uro og pengemangel. Endelig i 1887 vedtoges en hærplan, der inddelte hæren i tre generalkommandoer, der hver skulle opstille en division, herunder hvert sit rytterregiment. Liisberg drog efter befaling fra den græske regering flere gange udenlands, bl.a. til Ungarn og Italien, for at opkøbe mulddyr og heste til de nye rytterregimenter. Han besad således en vigtig plads i hærens omlægning og udrustning i slutningen af 1800-tallet hen mod Den Græsk-tyrkiske krig i 1897.
Desuden var Liisberg en kendt og selskabelig mand i Athen. Han fik bl.a. skyld for at udbrede den siden kendte likør mastika med smag af mastiks, som han første gang skulle have smagt hos de tyrkiske officerer ved grænsen til Tyrkiet. Sit oprindelige fædreland glemte Liisberg imidlertid aldrig. Den danske journalist Holger Rosenberg, som opholdte sig i længere perioder i Athen, skrev ved hans død i avisen Dannebrog bl.a.: Kaptajn Liisberg var en af de Danske, som i Udlandet med Ære har baaret sit danske Navn, og næppe en eneste af de mange Danskere, der har besøgt Athen [...] har kunnet undlade at føle Venskab for den altid elskværdige, altid hjælpsomme og særdeles kundskabsrige Landsmand. Liisberg blev i 1890 udnævnt til Ridder af Frelserens Orden, og to år efter blev han Ridder af Dannebrog. Dagen før sin død blev han tillige udnævnt major i den græske hær. Han døde den 10. februar 1899 i Athen og efterlod en græsk hustru og to børn. Selvsamme aften begravedes Liisberg under stor deltagelse, bl.a. af kongens adjudant og krigministeren.